# Pseudotyrannochthonius silvestrii
Pseudotyrannochthonius silvestrii es una especie de arácnido del orden Pseudoscorpionida de la familia Chthoniidae.

## Distribución geográfica
Se encuentra en Chile.